# Piptatherum aequiglume
Piptatherum aequiglume là một loài thực vật có hoa trong họ Hòa thảo. Loài này được Roshev. miêu tả khoa học đầu tiên.